# Адам Марушић
Адам Марушић (Београд, 17. октобар 1992) професионални је црногорски фудбалер који игра на позицији десног крила и десног бека и тренутно наступа за Лацио и репрезентацију Црне Горе.

## Успеси
Лацио
- Куп Италије (1) : 2018/19.
- Суперкуп Италије (2) : 2017, 2019.